# Tsunamisteintafel
Tsunamisteintafeln (jap. 大津浪記念碑, Ōtsunami kinenhi) sind die als „Tsunamisteine“ bekannten, oft tafelartig bearbeiteten und beschrifteten Stelen in küstennahen Gebieten Japans, die das Ausmaß der Überflutung durch vorangegangene Tsunami-Katastrophen anzeigen.

## Geschichte und Funktion
Einige der über die japanische Küste verteilten Tsunamisteintafeln weisen ein Alter von 600 Jahren oder älter auf. In Nordjapan stehen hunderte dieser Steine.
Die beschrifteten Steine dienen nicht nur der Erinnerung an die verlorenen Menschenleben, sondern mahnen auch zukünftige Generationen dazu, höheres Terrain aufzusuchen. Man kann die Tsunamisteine als in die Landschaft eingebettete Tsunamigefährdungs- oder Überflutungskarte auffassen, die als Werkzeug der Erinnerung für Informationen dienen, die sonst in Vergessenheit geraten würden. Ähnlich Hochwassermarken am Strand zeichnen sie eine dynamische Geschichte auf.
Untersuchungen zufolge besitzen die Tsunami-Steintafeln, die an den Meiji-Sanriku-Tsunami (1896) erinnern, eine starke Bedeutung im Rahmen religiöser Gedenkfeiern. Viele dieser Denkmäler wurden vor dem sechsten, zwölften und zweiunddreißigsten Jahrestag der Katastrophe errichtet, für die die Abhaltung eines buddhistischen Jahrestages vorgesehen war.
Die Tsunami-Steintafeln, die an den Shōwa-Sanriku-Tsunami (1933) erinnern, wurden im Gegensatz dazu größtenteils unmittelbar nach der Katastrophe – innerhalb von drei Jahren – errichtet. Die japanische Tageszeitung Asahi Shimbun hatte zu Spenden aufgerufen und die Erlöse an die drei Präfekturen Aomori, Iwate und Miyagi für die Herstellung von Tsunami-Steintafeln mit der Forderung weitergegeben, dass die Steintafeln mit Inschriften versehen werden, die die Bewohner im Falle eines Tsunamis in ihrem Gebiet zur zügigen Flucht veranlassen. Als Ursache dieser Maßnahme wird angesehen, dass Seismologen zu diesem Zeitpunkt bereits den erzieherischen Wert der Tsunami-Steintafeln für den Katastrophenschutz erkannt hatten. Zudem wird vermutet, dass das genau 10 Jahre vor dem Shōwa-Sanriku-Tsunami stattgefundene Große Kantō-Erdbeben, das 1923 die Hauptstadt Tokio verwüstet hatte, das Bewusstsein der Öffentlichkeit für die Notwendigkeit der Katastrophenvorsorge geschärft hatte.
Der Volkskundler Shuichi Kawashima (川島秀一), der lange das Gebiet der Pazifikküste der Tōhoku-Region studiert hat, teilte die Denkmäler in ihrer Funktion in zwei Gruppen ein:
- Tsunami-Steintafeln, die „die Seelen zur Ruhe bringen“. Die meisten Tsunami-Steintafeln dieser Art sind nach dem Meiji-Sanriku-Tsunami als Mittelpunkt für religiöse Gedenkfeiern für die Opfer der (vergangenen) Tsunamikatastrophe erstellt worden.[2]
- Tsunami-Steintafeln als „Gebete für die Sicherheit“. Die meisten Tsunami-Steintafeln dieser Art waren nach dem Shōwa-Sanriku-Tsunami als Mahnung an die Menschen erstellt worden, um für den Fall sich (künftig) ereignender Tsunamis die Sicherheit zu gewährleisten.[2]

Die Steintafeln zum Ruhen der Seelen sollen somit Menschen dienen, die von vergangenen Tsunamis getötet wurden, während die Steintafeln des Gebets für die Sicherheit eine Botschaft an zukünftige Bewohner überliefern. Allerdings fördern auch die Tsunami-Steintafeln für die Toten durch die rekursiv stattfindenden Gedenkfeiern an diesen Stätten die Weitergabe des Wissens um die anhaltende Gefahr der Tsunamikatastrophen, die sich in der Vergangenheit vor Ort wiederholt haben, an künftige Generationen.
Die beiden Arten von Tsunami-Steintafeln spiegeln wider, dass sich ihre Funktion im Laufe der Geschichte in der pazifischen Küstenregion Tōhokus gewandelt hat. Der Zweck oder die erwartete Wirkung dieser Steintafeln ist aus den Inschriften erkennbar. Diese Inschriften haben sich von religiösen Sutras zu detaillierten Berichten über die Katastrophe und schließlich zu einfachen Botschaften mit Anweisungen gewandelt. Dieser Wandel hängt möglicherweise mit der Verbreitung wissenschaftlicher Erkenntnisse über die Gefahren von Naturgewalten wie Erdbeben und Tsunamis zusammen.

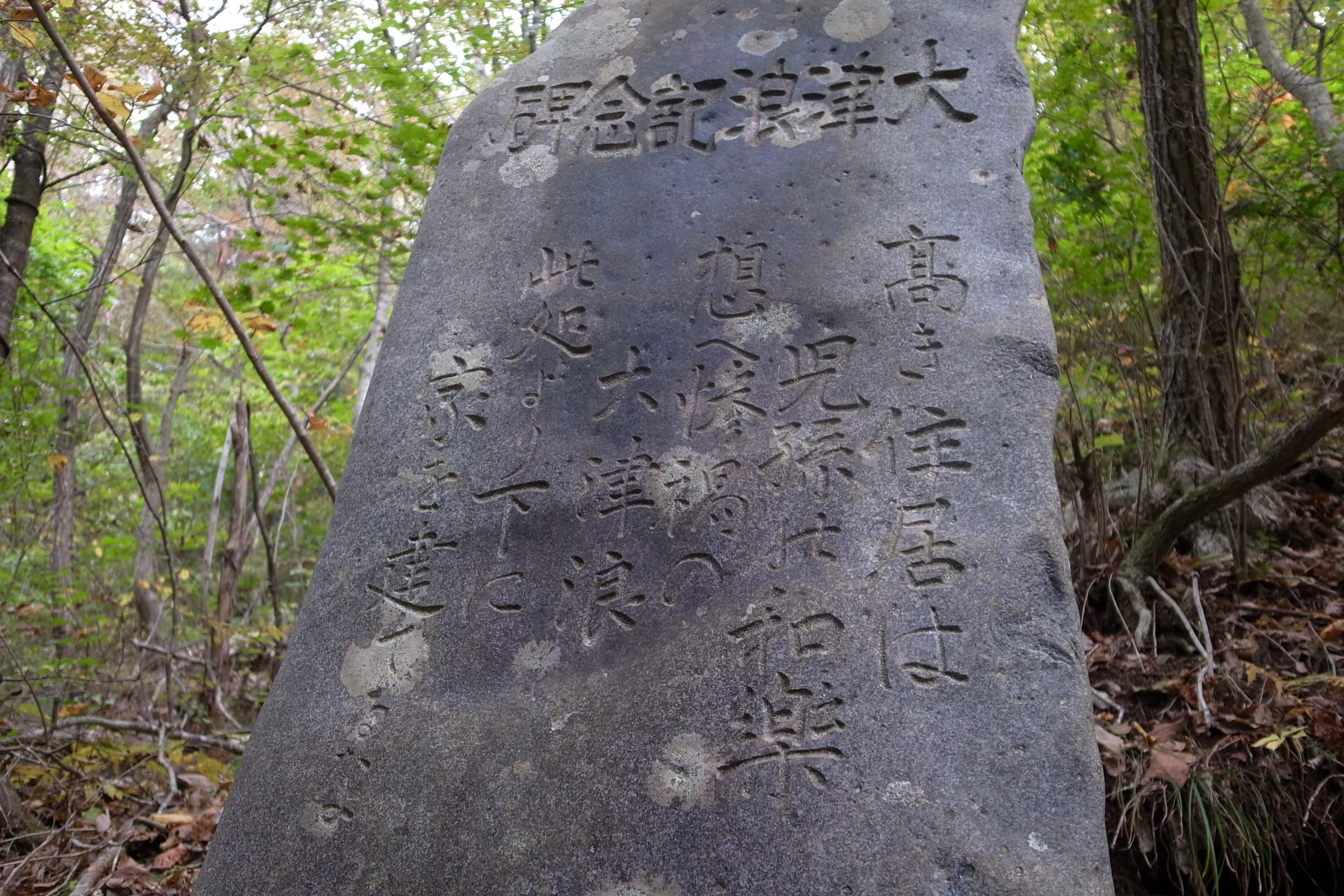
Tsunamisteintafel in Aneyoshi (im Omoe-Gebiet von Miyako (Iwate)):
Das vier Fuß hohe Monument des großen Tsunamis von 1933 im Dorf Aneyoshi, das die Einwohner ermahnt, nicht unterhalb seiner Höhe zu siedeln. Zu den eingravierten Inschriften zählt neben dem Namen (oben im Bild) des Steinmahnmals (大津浪記念碑) auch die Aufforderung (links im Bild): Baue kein Haus unterhalb dieser Stelle! (此処より下に家を建てるな)

Die Tsunami-Steintafeln sind wie andere Tsunami-Mahnmale in vielen Gebieten entlang der Sanriku-Küste zu finden, von denen manche vom Tōhoku-Tsunami (2011) zerstört wurden wie in Minamisanriku. Das Dorf Aneyoshi in Miyako wurde hingegen dafür bekannt, dass der Tsunami von 2011 kurz vor dem Tsunamisteinmahnmal stoppte. Die Regierung der Präfektur Iwate hatte die Aufstellung von Tsunami-Steintafeln auf den Höhenlagen der Überflutungen durch den Shōwa-Sanriku-Tsunami von 1933 angewiesen. Trotz der gezielten Aufstellung der Tsunami-Steintafeln war das Wissen in der Bevölkerung über die Existenz der Steintafeln und den Inhalt ihrer Botschaft schrittweise über die Zeit in Vergessenheit geraten, mit einigen Ausnahmen wie der Tsunami-Steintafel in Aneyoshi. Auf der Tsunami-Steintafel in Aneyoshi steht eine dem damaligen Stand der Seismologie geschuldete Inschrift, laut der es glückliches und sicheres Leben auf höherem Terrain gebe. Sie fordert auf, sich an den verheerenden Tsunami zu erinnern und niemals ein Haus unterhalb der Tsunami-Steintafel zu bauen. Sie erinnert daran, dass sowohl der Meiji-Sanriku-Tsunami als auch der Shōwa-Sanriku-Tsunami bis zur Höhenposition der Tsunami-Steintafel herangereicht und das Dorf – in dem es nur zwei Überlebende gegeben habe – vollständig zerstört hätten. Nach der Errichtung der Steintafel nach dem Shōwa-Sanriku-Tsunami hatten die Einwohner niemals ein Haus unterhalb der Höhe erbaut, worauf es im Dorf beim Tōhoku-Tsunami 2011 keine Toten oder Verletzten gegeben hatte.
Die National General Association for Stone Shops (Zenyuseki) hat damit begonnen, über 500 Steindenkmäler zu errichten, die den alten Steintafeln ähneln und mit Aufschriften von Katastrophen und Erziehungsbotschaften für zukünftige Generationen versehen sind.